# Thelcticopis bicornuta
Thelcticopis bicornuta är en spindelart som beskrevs av Pocock 1901. Thelcticopis bicornuta ingår i släktet Thelcticopis och familjen jättekrabbspindlar. Inga underarter finns listade i Catalogue of Life.